# Бетоносмесительный завод
Бетоносмесительный завод, также известный как Бетонный завод, это технологический комплекс, который сочетает в себе агрегаты, результатом работы которых является бетонная смесь, при твердении которой образуется бетон. Составляющими бетона являются песок, вода, щебень (реже гравий) и цемент и добавки.
В состав бетоносмесительного завода могут входить смесители, подъемно-поворотные устройства, дозаторы, конвейеры, штабелеры, бункеры, обогреватели, охладители, пылесборники.
Основным узлом бетоносмесительного завода является смеситель. Именно в него, после дозирования, поступает сырьё (песок, щебень, цемент, вода и т.д.) и он же в основном определяет производительность, которая измеряется в метрах кубических в час готовой продукции.
В труднодоступных местах или при малом объеме производства бетона используют автобетоносмесители с самозагрузкой.